# Gran Premi de Malàisia del 2011
El Gran Premi de Malàisia de Fórmula 1 de la temporada 2011 s'ha disputat al circuit de Sepang el cap de setmana del 8 al 10 d'abril del 2011.

## Classificació

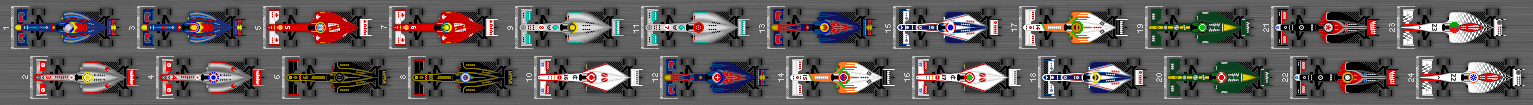
Graella després de la qualificació del GP.

| Pos                   | No | Pilot              | Constructor          | Part 1   | Part 2   | Part 3   | Sortida |
| --------------------- | -- | ------------------ | -------------------- | -------- | -------- | -------- | ------- |
| 1                     | 1  | Sebastian Vettel   | Red Bull-Renault     | 1:37.468 | 1:35.934 | 1:34.870 | 1       |
| 2                     | 3  | Lewis Hamilton     | McLaren-Mercedes     | 1:36.861 | 1:35.852 | 1:34.974 | 2       |
| 3                     | 2  | Mark Webber        | Red Bull-Renault     | 1:37.924 | 1:36.080 | 1:35.179 | 3       |
| 4                     | 4  | Jenson Button      | McLaren-Mercedes     | 1:37.033 | 1:35.569 | 1:35.200 | 4       |
| 5                     | 5  | Fernando Alonso    | Ferrari              | 1:36.897 | 1:36.320 | 1:35.802 | 5       |
| 6                     | 9  | Nick Heidfeld      | Renault              | 1:37.224 | 1:36.811 | 1:36.124 | 6       |
| 7                     | 6  | Felipe Massa       | Ferrari              | 1:36.744 | 1:36.557 | 1:36.251 | 7       |
| 8                     | 10 | Vitali Petrov      | Renault              | 1:37.210 | 1:36.642 | 1:36.324 | 8       |
| 9                     | 8  | Nico Rosberg       | Mercedes             | 1:37.316 | 1:36.388 | 1:36.809 | 9       |
| 10                    | 16 | Kamui Kobayashi    | Sauber-Ferrari       | 1:36.994 | 1:36.691 | 1:36.820 | 10      |
| 11                    | 7  | Michael Schumacher | Mercedes             | 1:36.904 | 1:37.035 |          | 11      |
| 12                    | 18 | Sébastien Buemi    | Toro Rosso-Ferrari   | 1:37.693 | 1:37.160 |          | 12      |
| 13                    | 19 | Jaime Alguersuari  | Toro Rosso-Ferrari   | 1:37.677 | 1:37.347 |          | 13      |
| 14                    | 15 | Paul di Resta      | Force India-Mercedes | 1:38.045 | 1:37.370 |          | 14      |
| 15                    | 11 | Rubens Barrichello | Williams-Cosworth    | 1:38.163 | 1:37.496 |          | 15      |
| 16                    | 17 | Sergio Pérez       | Sauber-Ferrari       | 1:37.759 | 1:37.528 |          | 16      |
| 17                    | 14 | Adrian Sutil       | Force India-Mercedes | 1:37.693 | 1:37.593 |          | 17      |
| 18                    | 12 | Pastor Maldonado   | Williams-Cosworth    | 1:38.276 |          |          | 18      |
| 19                    | 20 | Heikki Kovalainen  | Lotus-Renault        | 1:38.645 |          |          | 19      |
| 20                    | 21 | Jarno Trulli       | Lotus-Renault        | 1:38.791 |          |          | 20      |
| 21                    | 24 | Timo Glock         | Virgin-Cosworth      | 1:40.648 |          |          | 21      |
| 22                    | 25 | Jérôme d'Ambrosio  | Virgin-Cosworth      | 1:41.001 |          |          | 22      |
| 23                    | 23 | Vitantonio Liuzzi  | HRT-Cosworth         | 1:41.549 |          |          | 23      |
| 24                    | 22 | Narain Karthikeyan | HRT-Cosworth         | 1:42.574 |          |          | 24      |
| 107% temps: 1' 43.516 |    |                    |                      |          |          |          |         |

## Cursa
| Pos | No | Pilot              | Constructor          | Voltes | Temps / Retirada       | Pos.Sortida | Punts |
| --- | -- | ------------------ | -------------------- | ------ | ---------------------- | ----------- | ----- |
| 1   | 1  | Sebastian Vettel   | Red Bull-Renault     | 56     | 1h 37' 39. 832         | 1           | 25    |
| 2   | 4  | Jenson Button      | McLaren-Mercedes     | 56     | + 3.261 s              | 4           | 18    |
| 3   | 9  | Nick Heidfeld      | Renault              | 56     | + 25.075 s             | 6           | 15    |
| 4   | 2  | Mark Webber        | Red Bull-Renault     | 56     | + 26.384 s             | 3           | 12    |
| 5   | 6  | Felipe Massa       | Ferrari              | 56     | + 36.958 s             | 7           | 10    |
| 6   | 5  | Fernando Alonso    | Ferrari              | 56     | + 57.248 s1            | 5           | 8     |
| 7   | 16 | Kamui Kobayashi    | Sauber-Ferrari       | 56     | + 1' 06.439 min.       | 10          | 6     |
| 8   | 3  | Lewis Hamilton     | McLaren-Mercedes     | 56     | + 1' 09.957 min.2      | 2           | 4     |
| 9   | 7  | Michael Schumacher | Mercedes             | 56     | + 1' 24.896 min.       | 11          | 2     |
| 10  | 15 | Paul di Resta      | Force India-Mercedes | 56     | + 1' 31.563 min.       | 14          | 1     |
| 11  | 14 | Adrian Sutil       | Force India-Mercedes | 56     | + 1' 41.379 min.       | 17          |       |
| 12  | 8  | Nico Rosberg       | Mercedes             | 55     | + 1 Volta              | 9           |       |
| 13  | 18 | Sébastien Buemi    | Toro Rosso-Ferrari   | 55     | + 1 Volta              | 12          |       |
| 14  | 19 | Jaime Alguersuari  | Toro Rosso-Ferrari   | 55     | + 1 Volta              | 13          |       |
| 15  | 20 | Heikki Kovalainen  | Lotus-Renault        | 55     | + 1 Volta              | 19          |       |
| 16  | 24 | Timo Glock         | Virgin-Cosworth      | 54     | + 2 Voltes             | 21          |       |
| 17  | 10 | Vitali Petrov      | Renault              | 52     | Accident3              | 8           |       |
| Ret | 23 | Vitantonio Liuzzi  | HRT-Cosworth         | 46     | Trencament de l'aleró4 | 23          |       |
| Ret | 25 | Jérôme d'Ambrosio  | Virgin-Cosworth      | 42     | P. Electrònics         | 22          |       |
| Ret | 21 | Jarno Trulli       | Lotus-Renault        | 31     | Embragatge             | 20          |       |
| Ret | 17 | Sergio Pérez       | Sauber-Ferrari       | 23     | Part Elèctrica5        | 16          |       |
| Ret | 11 | Rubens Barrichello | Williams-Cosworth    | 22     | Hidràulics             | 15          |       |
| Ret | 22 | Narain Karthikeyan | HRT-Cosworth         | 14     | Sobreescalfament4      | 24          |       |
| Ret | 12 | Pastor Maldonado   | Williams-Cosworth    | 8      | Motor                  | 18          |       |

## Altres
- Pole: Sebastian Vettel 1' 34. 870

- Volta ràpida: Mark Webber 1' 40. 571 (a la volta 46)

## Classificació del mundial després de la cursa
| Pos | Pilot            | Punts |
| --- | ---------------- | ----- |
| 1   | Sebastian Vettel | 50    |
| 2   | Jenson Button    | 26    |
| 3   | Lewis Hamilton   | 22    |
| 4   | Mark Webber      | 22    |
| 5   | Fernando Alonso  | 20    |

| Pos | Constructor      | Punts |
| --- | ---------------- | ----- |
| 1   | Red Bull-Renault | 72    |
| 2   | McLaren-Mercedes | 48    |
| 3   | Ferrari          | 36    |
| 4   | Renault          | 30    |
| 5   | Sauber-Ferrari   | 6     |

- Nota: Només s'inclouen els 5 primers de cada classificació. Per veure-la completa aneu a Temporada 2011 de Fórmula 1